# Chichihualco
Chichihualco est une ville située dans le sud du Mexique. Elle forme le centre administratif de la municipalité de Leonardo Bravo, située au centre de l'État de Guerrero, à environ 21 kilomètres au nord-ouest de la capitale de l'État, Chilpancingo.
Selon l'Instituto Nacional para el Federalismo y el Desarrollo Municipal (Institut national pour le fédéralisme et le développement municipal, INAFED) du Mexique, la ville comptait 5 164 hommes et 5 526 femmes, soit un total de 10 690 habitants, en 2010. Elle se trouve à une altitude de 1 141 mètres au-dessus du niveau moyen de la mer, à la latitude 17°39′28″ nord et à la longitude 99°40′35″ ouest.
Dans la langue locale Nahuatl, le nom signifie littéralement "dans le sein", traduit par "lieu où ils tètent" ou "lieu des nourrices".
Selon une source, Maria Fermina Rivera serait morte à Chichihualco alors qu'elle combattait aux côtés de Vicente Guerrero en février 1821, bien qu'une autre source le conteste.